# Discographie de Beatriz Luengo
Cet article traite de la discographie de Beatriz Luengo, chanteuse de pop espagnole. Il comprend l'ensemble des disques publiés au cours de sa carrière. Ce sont cinq albums studios et une vingtaine de singles qui composent cette discographie.

## Albums studio
- 2002 : UPA Dance
- 2003 : UPA Dance Edición Especial
- 2003 : Upa Dance Live

## En solo
- 2005 : Mi generación
- 2006 : BL
- 2008 : Carrousel
- 2011 : Bela y sus Moskitas Muertas
- 2018 : Cuerpo y Alma

### Singles
- 2005 : Mi generación
- 2006 : Hit Lerele
- 2008 : Pretendo hablarte
- 2008 : Dime (avec Pitingo)
- 2009 : Y sólo fui
- 2010 : Se llama amistad
- 2011 : Como tú no hay 2 (avec Yotuel Romero)
- 2011 : Ley de Newton
- 2012 : Lengua
- 2012 : Platos rotos (avec  Yotuel Romero)
- 2013 : Halleluja
- 2014 : Quítatelo (avec Alejandra Guzmán)
- 2016 : Más que suerte (avec Jesús Navarro de Reik)
- 2017 : Te echo de menos (avec Leonel García de Sin Bandera)
- 2018 : Aquí Te Espero (avec Carlos Rivera)
- 2018 : Delito
- 2018 : Ojos de Mandela
- 2018 : Caprichosa (avec Mala Rodriguez)
- 2018 : Postureo
- 2019: «Si un dia vuelves» (Avec Abel Pintos)
- 2019: «Delito»
- 2020: «Ojos de Mandela» (Avec Alejandro Sanz)
- 2020: «Hawai (Girl)» (versión Maluma)
- 2021: «Chanteito Pa' Un Ex» (Avec Darell)
- 2022: «GPS» (Avec Yotuel)
- 2022:  «Ná Te Debo»

### Collaborations
- Go Away de Justin Timberlake
- Cicatriz de Yadam
- Sin ti (I Don't Want To Miss A Thing) de Dyland & Lenny et Pitbull
- Ley de Newton de Jesús Navarro
- Contigo sí de Black Guayaba

### Compositrice
- 2012 : Dime si ahora de Thalía
- 2014 : Madre Tierra de Chayanne
- 2014 : Ex de verdad de Ha*Ash
- 2015 : Coração de Claudia Leitte ft. Daddy Yankee
- 2015 : La vida es un vals de Diego Torres[1]
- 2015 : Hoy es domingo de Diego Torres ft. Rubén Blades
- 2015 : Fin del mundo de Diego Torres
- 2015 : Contradicción de Diego Torres
- 2015 : La grieta de Diego Torres
- 2015 : Isla Bella de Ricky Martin
- 2015 : Perdóname de Ricky Martin
- 2015 : Cuando me acuerdo de ti de Ricky Martin
- 2015 : Mátame otra vez de Ricky Martin
- 2015 : La mordidita de Ricky Martin
- 2016 : I feel Alive de CD9[2]
- 2016 : Planes de Shakira
- 2016 : Amnesia de Jennifer Lopez
- 2016 : Cometa de CNCO[3]
- 2016 : Lady blue and cruel de Cristian Castro
- 2017 : Cuba Isla Bella de Orishas[4]
- 2018 : Fiebre de Ricky Martin[5]